# Picnic

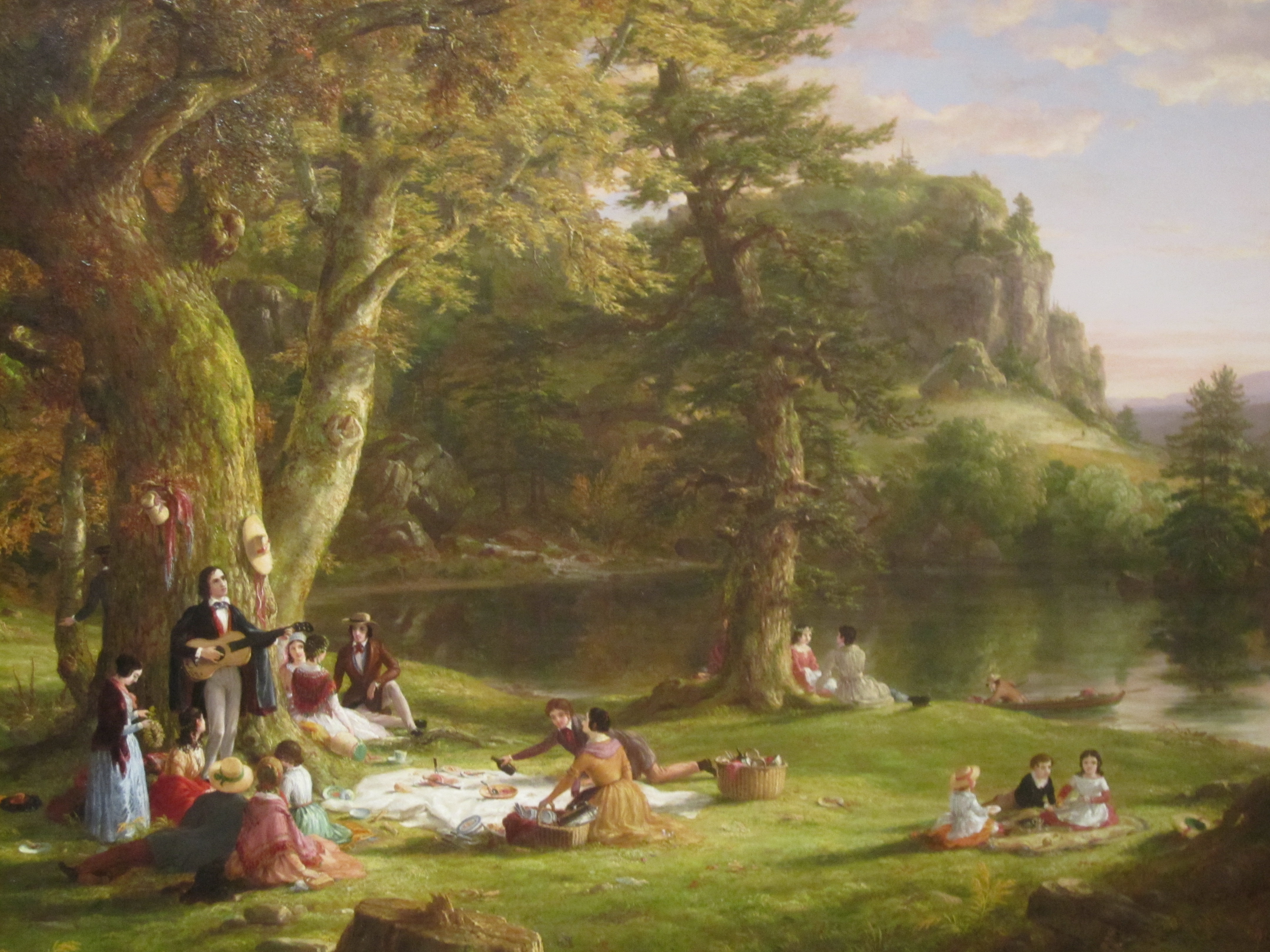
Picnicul, tablou de Thomas Cole.

Picnicul este o masă luată în comun la aer liber (într-un parc, pădure etc.), care se ține în general vara.  

## Legături externe
- BBC Food Picnic Guide
- Urban Legends: Language (Picnic)